# 健康産業新聞
健康産業新聞（けんこうさんぎょうしんぶん）は、インフォーマ マーケッツ ジャパン株式会社が発行する健康産業業界向けの専門情報紙。毎月第1・3水曜日発行。健康食品をはじめ、特定保健用食品や機能性表示食品、サプリメント、健康・美容・スポーツ関連機器、化粧品などの情報を提供している。また、毎年2〜3月には主催の展示会、健康博覧会（けんこうはくらんかい）」を東京ビッグサイトで開催している。